# Potyczka pod Skroniowem
Potyczka pod Skroniowem – potyczka partyzancka stoczona 21 lipca 1944 w Skroniowie przez oddziały partyzanckie Batalionów Chłopskich i Armii Krajowej przeciw oddziałom Wehrmachtu.

## Przebieg
Plan rozbrojenia bez walki oddziału Wehrmachtu kwaterującego w Skroniowie nie powiódł się, w związku z czym doszło do starcia zbrojnego. Potyczkę rozpoczęły oddziały Armii Krajowej i Batalionów Chłopskich. Oddziałami AK dowodził Kacper Niemirski, a całością Stanisław Gryń ps. „Nałęcz”. 
W trakcie ataku niespodziewanie nadjechał pociąg z żołnierzami niemieckimi, którzy wsparli oddział walczący we wsi. Było to dla partyzantów zaskoczeniem, ponieważ w ostatnich dniach czerwca zniszczyli urządzenia bloków kolejowych oraz rozkręcili szyny kolejowe na dość znacznym odcinku. W czasie wymiany ognia poległ podchorąży Adolf Prusek, a ranni zostali: Stanisław Gryń, dowódca oddziału BCh, i Tadeusz Radwan. Straty w Wehrmachcie szacowane były na 7 zabitych i kilku rannych.